# Inderborita
La inderborita és un mineral de la classe dels borats, que pertany al grup de la inderita. Rep el seu nom de la seva localitat tipus, el llac Inder (Kazakhstan), i per la seva composició química contenint bor.

## Característiques
La inderborita és un borat de fórmula química CaMg[B₃O₃(OH)₅]₂(H₂O)₄·2H₂O. Cristal·litza en el sistema monoclínic en forma de cristalls prismàtics ben formats de fins a 10 centímetres on s'han pogut observar fins a una dotzena de formes; també en toscos agregats cristal·lins. La seva duresa a l'escala de Mohs és 3,5.
Segons la classificació de Nickel-Strunz, la inderborita pertany a «06.C - Nesotriborats» juntament amb els següents minerals: inderita, ameghinita, kurnakovita, meyerhofferita, inyoïta, solongoïta, peprossiïta-(Ce), nifontovita i olshanskyita.

## Formació i jaciments
Va ser descoberta l'any 1940 al dipòsit de bor d'Inder, a Atirau, Kazakhstan, on sol trobar-se associada a altres minerals com: ulexita, szaibelyita, inyoïta i colemanita. També ha estat descrita al dipòsit de bor de Sarıkaya, a Kirka (Anatòlia Central, Turquia), i a la mina Santa Rosa, a Sijes (Salta, Argentina)